# Televisão da Guiné-Bissau
A Televisão da Guiné-Bissau (TGB) é um canal de televisão bissau-guineense. A sede da estação é na capital nacional, Bissau.
Na atualidade, a rede de emissão conta com um emissor principal de 10 KW, instalado no Centro Emissor de Nhacra (que cobre a Região Metropolitana de Bissau), e dois retransmissores: um no leste, em Gabu, e outro no sul, em Catió.

## História
A instalação da televisão na Guiné-Bissau iniciou-se após a finalização de um concurso público para a criação de uma televisão estatal no país, contando com participação de um concorrente cubano, um francês e um português. O concorrente português foi o escolhido e implementado em diversas etapas experimentais a partir de 19 de outubro de 1987, quando o contrato foi assinado. A proposta previa uma cobertura nacional, que nunca ocorreu.
A televisão finalizou seu período experimental e entrou no ar de maneia oficial a partir em 14 de novembro de 1989, com o nome de "Televisão Experimental da Guiné-Bissau" (TEGB), através do contrato-parceria com a Radiotelevisão Portuguesa (actual Rádio e Televisão de Portugal, RTP), que foi a gestora indicada do lado português. Desde que o canal estatal foi inaugurado, a RTP continua a apoiar a estação bissau-guineense, mesmo com mudanças de governos, diretores e até mesmo de nome da empresa.
Na época, o país era governado por João Bernardo "Nino" Vieira e o dia escolhido para a abertura oficial dos trabalhos coincidiu com a comemoração dos 9 anos do Golpe Militar de 14 de novembro de 1980. Naquela data, tornava-se a primeira emissora de televisão no país, que até então contava somente com serviços de radiofusão.
Em 1995, o nome da emissora passou a ser "Rádio e Televisão da Guiné-Bissau" (RTGB) para agregar a então Rádio Nacional.
Entre 1998 a 1999, quase teve suas emissões interrompidas devido à Guerra Civil do País, que derrubou Nino Vieira.
Desde a queda de Nino Vieira, em 1999, a emissora começou a ter dificuldades, sobretudo financeiras, face à pouca atenção dada pelo poder político à estação.
Em 2003 seu nome mudou mais uma vez, chamando-se "Televisão da Guiné-Bissau" (TGB), passando a secção midiática de radiofusão a autonomia e a denominar-se Radiodifusão Nacional da Guiné-Bissau (RDN).
Em 2006, a TGB, em parceria com o governo bissau-guineense, adquiriu os direitos de transmissão dos 64 jogos do Campeonato do Mundo de futebol na Alemanha. Tratava-se da primeira vez na história da televisão do país uma empresa midiática bissau-guineense adquiria os direitos de transmissão de um campeonato mundial de futebol; também, pela primeira vez, estavam três selecções nacionais que falavam português: Angola, Brasil e Portugal. A emissora comprou os direitos de transmissão por 16 mil dólares (12,3 mil euros).
Em 15 de novembro de 2006, um dia depois de completar 17 anos, a programação da TGB, que sempre começava às 18 horas e a encerrar às 22 horas, passou começar às 10 horas, a maior mudança na história da televisão do país, desde a fundação em 1989.
Em junho de 2010, ficou fora do ar por falta de material, já que os equipamentos usados pela emissora são ultrapassados. Em 23 de setembro do mesmo ano, a ministra da Presidência do Conselho de Ministros, Comunicação Social e Assuntos Parlamentares, Maria Adiato Nandigna (representando a emissora), pediu o apoio do Governo de Angola para a retomada do funcionamento da emissora durante sessão de abertura da Assembleia Geral da Associação das Rádios e Televisões da África Austral (SABA), realizada em Luanda, capital angolana.

## Ligações Externas
- Rede social oficial